# Arjen Tuiten
Arjen Tuiten (Joure, 23 september 1980) is een Nederlandse grimeur die aan verschillende Nederlandse en Amerikaanse films heeft meegewerkt. Voor zijn grime voor de film Wonder uit 2017 werd hij in januari 2018 genomineerd voor een Oscar in de categorie Best Hair/Make-up.

## Carrière
Na zijn opleiding in de Verenigde Staten ging Tuiten aan de slag bij diverse Nederlandse films, waaronder Zwartboek. Vervolgens verzorgde hij het grime in de Spaanse film Pan's Labyrinth, die hem bekendheid gaf in de Amerikaanse filmindustrie. Diverse Hollywoodfilms volgden, waaronder LBJ, Maleficent (met Angelina Jolie), Thor, Iron Man 2 en World War Z. Hij heeft een eigen studio in Los Angeles.

## "Wonder"
Wonder, de film waarvoor Tuiten in 2018 zijn Oscar-nominatie kreeg, gaat over een jongetje met een misvormd gezicht. In plaats van geavanceerde computeranimaties werd gekozen voor uitgebreide make-up, waarvoor dagelijks enkele uren nodig waren om aan te brengen bij de jonge acteur Jacob Tremblay. "Met visual effects kan je achteraf van alles realiseren, met schmink kun je zelfs mensen op de set raken. Het zorgt vaak voor bijzondere momenten, al is het maar een paar seconden emotie," zei Tuiten in november 2017 in NRC Handelsblad